# Schnellfahrstrecke Florenz–Rom
| Viadukt bei Arezzo |                                                  |                                               |                                               |
| Streckennummer (RFI): | 92 (Florenz–P.C. Bassano) 114 (P.C. Bassano–Rom) |                                               |                                               |
| Kursbuchstrecke (IT): | 47                                               |                                               |                                               |
| Streckenlänge: | 261,1 km                                         |                                               |                                               |
| Spurweite: | 1435 mm (Normalspur)                             |                                               |                                               |
| Stromsystem: | 3 kV Gleichstrom =                               |                                               |                                               |
| Maximale Neigung: | 8,5 ‰                                            |                                               |                                               |
| Streckengeschwindigkeit: | 250 km/h                                         |                                               |                                               |
| Zugbeeinflussung: | BACC mit SCMT                                    |                                               |                                               |
| |                                                  |                                               |                                               |
| \| \| \| Direttissima und SFS von Bologna \| \| \| \| \| von/nach Pisa \| \| \| \| 4,840 \| Firenze Rifredi \| Firenze Rifredi \| \| \| 0,000 \| Firenze Santa Maria Novella \| Firenze Santa Maria Novella \| \| \| \| \| \| \| \| 2,830 \| Firenze Statuto \| Firenze Statuto \| \| \| \| \| \| \| \| 2,380 \| Deviatoio Estremo FI Statuto \| Deviatoio Estremo FI Statuto \| \| \| \| nach Faenza \| \| \| \| \| \| \| \| \| \| \| \| \| \| 311,900 \| Deviatoio Estremo FI Campo Marte (von Faenza) \| Deviatoio Estremo FI Campo Marte (von Faenza) \| \| \| \| \| \| \| \| 257,096 \| Firenze Campo Marte \| Firenze Campo Marte \| \| \| 254,083 \| Firenze Rovezzano \| Firenze Rovezzano \| \| \| 253,382 \| PM Rovezzano \| PM Rovezzano \| \| \| \| \| \| \| \| \| \| \| \| \| \| \| \| \| \| \| nach Rom \| \| \| \| \| \| \| \| \| 240,468 \| P.C. S. Donato \| P.C. S. Donato \| \| \| \| Arno \| \| \| \| \| A 1 \| \| \| \| \| Florenz–Rom \| \| \| \| \| Arno \| \| \| \| \| \| \| \| \| 234,788 \| 1° Bivio Valdarno Nord nach Rom \| 1° Bivio Valdarno Nord nach Rom \| \| \| \| \| \| \| \| \| A 1 \| \| \| \| 227,713 \| P.C. Renacci \| P.C. Renacci \| \| \| \| \| \| \| \| 214,755 \| 1° Bivio Valdarno Sud von Rom \| 1° Bivio Valdarno Sud von Rom \| \| \| \| \| \| \| \| 212,627 \| P.C. Ascione \| P.C. Ascione \| \| \| \| Arno \| \| \| \| \| Florenz–Rom \| \| \| \| \| \| \| \| \| 199,595 \| 1° Bivio Arezzo Nord nach Rom \| 1° Bivio Arezzo Nord nach Rom \| \| \| \| \| \| \| \| \| \| \| \| \| 189,071 \| 1° Bivio Arezzo Sud von Rom \| 1° Bivio Arezzo Sud von Rom \| \| \| \| \| \| \| \| \| A 1 \| \| \| \| 183,576 \| P.C. Rigutino \| P.C. Rigutino \| \| \| 156,327 \| P.C. Montallese \| P.C. Montallese \| \| \| 154,251 \| 1° Bivio Chiusi Nord \| 1° Bivio Chiusi Nord \| \| \| \| von Empoli \| \| \| \| 9,731 \| Montallese \| Montallese \| \| \| \| \| \| \| \| \| \| \| \| \| \| von Florenz \| \| \| \| 0,000 \| Chiusi-Chianciano Terme \| Chiusi-Chianciano Terme \| \| \| \| nach Rom \| \| \| \| 134,391 \| 1° Bivio Chiusi Sud \| 1° Bivio Chiusi Sud \| \| \| \| A 1 \| \| \| \| \| Florenz–Rom \| \| \| \| \| Florenz–Rom \| \| \| \| \| Paglia \| \| \| \| 121,108 \| P.C. Allerona \| P.C. Allerona \| \| \| \| \| \| \| \| 114,920 \| 1° Bivio Orvieto Nord nach Rom \| 1° Bivio Orvieto Nord nach Rom \| \| \| \| \| \| \| \| \| \| \| \| \| 104,425 \| 1° Bivio Orvieto Sud von Rom \| 1° Bivio Orvieto Sud von Rom \| \| \| \| \| \| \| \| \| Tiber \| \| \| \| 93,387 \| P.C. Civitella d’Agliano \| P.C. Civitella d’Agliano \| \| \| 76,306 \| P.C. Bassano \| P.C. Bassano \| \| \| \| \| \| \| \| 74,219 \| 1° Bivio Orte Nord nach Rom \| 1° Bivio Orte Nord nach Rom \| \| \| \| \| \| \| \| \| \| \| \| \| 64,684 \| 1° Bivio Orte Sud von Rom \| 1° Bivio Orte Sud von Rom \| \| \| \| \| \| \| \| \| Bahnstrecke Florenz–Rom \| \| \| \| 60,864 \| P.C. Gallese \| P.C. Gallese \| \| \| \| Tiber \| \| \| \| \| Tiber \| \| \| \| \| Florenz–Rom \| \| \| \| \| Tiber \| \| \| \| \| Tiber \| \| \| \| \| Tiber \| \| \| \| 43,936 \| PM S. Oreste \| PM S. Oreste \| \| \| 31,955 \| P.C. Capena \| P.C. Capena \| \| \| \| von Florenz \| \| \| \| 16,227 \| Settebagni \| Settebagni \| \| \| 4,505 \| Roma Tiburtina \| Roma Tiburtina \| \| \| 3,419 \| Deviatoio Int. DD/AV \| Deviatoio Int. DD/AV \| \| \| \| \| \| \| \| \| von und nach Neapel sowie nach Pescara \| \| \| \| \| \| \| \| \| \| von Pisa, von Formia und von Cassino \| \| \| \| 0,000 \| Roma Termini \| Roma Termini \| |                                                  |                                               |                                               |
| Strecke |                                                  | Direttissima und SFS von Bologna              | Direttissima und SFS von Bologna              |
| Abzweig geradeaus, nach rechts und von rechts |                                                  | von/nach Pisa                                 | von/nach Pisa                                 |
| Bahnhof | 4,840                                            | Firenze Rifredi                               | Firenze Rifredi                               |
| Kopfbahnhof Streckenanfang · Strecke | 0,000                                            | Firenze Santa Maria Novella                   | Firenze Santa Maria Novella                   |
| Abzweig geradeaus und nach links · Abzweig geradeaus und nach rechts |                                                  |                                               |                                               |
| Strecke · Haltepunkt / Haltestelle | 2,830                                            | Firenze Statuto                               | Firenze Statuto                               |
| Abzweig geradeaus und nach links · Abzweig geradeaus und von rechts |                                                  |                                               |                                               |
| Strecke · Blockstelle | 2,380                                            | Deviatoio Estremo FI Statuto                  | Deviatoio Estremo FI Statuto                  |
| Abzweig geradeaus und nach links · Kreuzung geradeaus unten |                                                  | nach Faenza                                   | nach Faenza                                   |
| Verschwenkung nach links · Verschwenkung nach rechts |                                                  |                                               |                                               |
| |                                                  |                                               |                                               |
| Abzweig geradeaus und von links | 311,900                                          | Deviatoio Estremo FI Campo Marte (von Faenza) | Deviatoio Estremo FI Campo Marte (von Faenza) |
| |                                                  |                                               |                                               |
| Bahnhof | 257,096                                          | Firenze Campo Marte                           | Firenze Campo Marte                           |
| Haltepunkt / Haltestelle | 254,083                                          | Firenze Rovezzano                             | Firenze Rovezzano                             |
| Überleitstelle / Spurwechsel | 253,382                                          | PM Rovezzano                                  | PM Rovezzano                                  |
| Verschwenkung von links · Verschwenkung von rechts |                                                  |                                               |                                               |
| Strecke nach halblinks · Strecke nach halbrechts |                                                  |                                               |                                               |
| Strecke von halblinks · Strecke von halbrechts |                                                  |                                               |                                               |
| Strecke · Strecke nach links |                                                  | nach Rom                                      | nach Rom                                      |
| Verschwenkung nach links |                                                  |                                               |                                               |
| Blockstelle | 240,468                                          | P.C. S. Donato                                | P.C. S. Donato                                |
| Brücke über Wasserlauf |                                                  | Arno                                          | Arno                                          |
| Strecke mit Straßenbrücke |                                                  | A 1                                           | A 1                                           |
| Kreuzung geradeaus oben |                                                  | Florenz–Rom                                   | Florenz–Rom                                   |
| Brücke über Wasserlauf |                                                  | Arno                                          | Arno                                          |
| |                                                  |                                               |                                               |
| Abzweig geradeaus und nach rechts | 234,788                                          | 1° Bivio Valdarno Nord nach Rom               | 1° Bivio Valdarno Nord nach Rom               |
| |                                                  |                                               |                                               |
| Brücke |                                                  | A 1                                           | A 1                                           |
| Blockstelle | 227,713                                          | P.C. Renacci                                  | P.C. Renacci                                  |
| |                                                  |                                               |                                               |
| Abzweig geradeaus und von rechts | 214,755                                          | 1° Bivio Valdarno Sud von Rom                 | 1° Bivio Valdarno Sud von Rom                 |
| |                                                  |                                               |                                               |
| Blockstelle | 212,627                                          | P.C. Ascione                                  | P.C. Ascione                                  |
| Brücke über Wasserlauf |                                                  | Arno                                          | Arno                                          |
| Kreuzung geradeaus oben |                                                  | Florenz–Rom                                   | Florenz–Rom                                   |
| |                                                  |                                               |                                               |
| Abzweig geradeaus und nach links | 199,595                                          | 1° Bivio Arezzo Nord nach Rom                 | 1° Bivio Arezzo Nord nach Rom                 |
| |                                                  |                                               |                                               |
| |                                                  |                                               |                                               |
| Abzweig geradeaus und von links | 189,071                                          | 1° Bivio Arezzo Sud von Rom                   | 1° Bivio Arezzo Sud von Rom                   |
| |                                                  |                                               |                                               |
| Strecke mit Straßenbrücke |                                                  | A 1                                           | A 1                                           |
| Blockstelle | 183,576                                          | P.C. Rigutino                                 | P.C. Rigutino                                 |
| Blockstelle | 156,327                                          | P.C. Montallese                               | P.C. Montallese                               |
| Verschwenkung von links · Verschwenkung von rechts | 154,251                                          | 1° Bivio Chiusi Nord                          | 1° Bivio Chiusi Nord                          |
| Abzweig geradeaus und von rechts · Strecke |                                                  | von Empoli                                    | von Empoli                                    |
| Blockstelle · Strecke | 9,731                                            | Montallese                                    | Montallese                                    |
| Strecke nach halblinks · Strecke nach halbrechts |                                                  |                                               |                                               |
| Strecke von halblinks · Strecke von halbrechts |                                                  |                                               |                                               |
| Strecke · Abzweig geradeaus und von links |                                                  | von Florenz                                   | von Florenz                                   |
| Tunnel · Bahnhof | 0,000                                            | Chiusi-Chianciano Terme                       | Chiusi-Chianciano Terme                       |
| Strecke · Abzweig geradeaus und nach links |                                                  | nach Rom                                      | nach Rom                                      |
| Verschwenkung nach links · Verschwenkung nach rechts | 134,391                                          | 1° Bivio Chiusi Sud                           | 1° Bivio Chiusi Sud                           |
| Brücke |                                                  | A 1                                           | A 1                                           |
| Kreuzung geradeaus oben |                                                  | Florenz–Rom                                   | Florenz–Rom                                   |
| Kreuzung geradeaus oben |                                                  | Florenz–Rom                                   | Florenz–Rom                                   |
| Brücke über Wasserlauf |                                                  | Paglia                                        | Paglia                                        |
| Blockstelle | 121,108                                          | P.C. Allerona                                 | P.C. Allerona                                 |
| |                                                  |                                               |                                               |
| Kreuzung geradeaus oben und rechts | 114,920                                          | 1° Bivio Orvieto Nord nach Rom                | 1° Bivio Orvieto Nord nach Rom                |
| |                                                  |                                               |                                               |
| |                                                  |                                               |                                               |
| Kreuzung geradeaus oben | 104,425                                          | 1° Bivio Orvieto Sud von Rom                  | 1° Bivio Orvieto Sud von Rom                  |
| |                                                  |                                               |                                               |
| Brücke über Wasserlauf |                                                  | Tiber                                         | Tiber                                         |
| Blockstelle | 93,387                                           | P.C. Civitella d’Agliano                      | P.C. Civitella d’Agliano                      |
| Blockstelle | 76,306                                           | P.C. Bassano                                  | P.C. Bassano                                  |
| |                                                  |                                               |                                               |
| Abzweig geradeaus und nach links | 74,219                                           | 1° Bivio Orte Nord nach Rom                   | 1° Bivio Orte Nord nach Rom                   |
| |                                                  |                                               |                                               |
| |                                                  |                                               |                                               |
| Abzweig geradeaus und von links | 64,684                                           | 1° Bivio Orte Sud von Rom                     | 1° Bivio Orte Sud von Rom                     |
| |                                                  |                                               |                                               |
| Kreuzung geradeaus oben |                                                  | Bahnstrecke Florenz–Rom                       | Bahnstrecke Florenz–Rom                       |
| Blockstelle | 60,864                                           | P.C. Gallese                                  | P.C. Gallese                                  |
| Brücke über Wasserlauf |                                                  | Tiber                                         | Tiber                                         |
| Brücke über Wasserlauf |                                                  | Tiber                                         | Tiber                                         |
| Kreuzung geradeaus unten |                                                  | Florenz–Rom                                   | Florenz–Rom                                   |
| Brücke über Wasserlauf |                                                  | Tiber                                         | Tiber                                         |
| Brücke über Wasserlauf |                                                  | Tiber                                         | Tiber                                         |
| Brücke über Wasserlauf |                                                  | Tiber                                         | Tiber                                         |
| Überleitstelle / Spurwechsel | 43,936                                           | PM S. Oreste                                  | PM S. Oreste                                  |
| Blockstelle | 31,955                                           | P.C. Capena                                   | P.C. Capena                                   |
| Abzweig geradeaus und von links |                                                  | von Florenz                                   | von Florenz                                   |
| Blockstelle | 16,227                                           | Settebagni                                    | Settebagni                                    |
| Bahnhof | 4,505                                            | Roma Tiburtina                                | Roma Tiburtina                                |
| Blockstelle | 3,419                                            | Deviatoio Int. DD/AV                          | Deviatoio Int. DD/AV                          |
| |                                                  |                                               |                                               |
| Abzweig geradeaus, nach links und von links |                                                  | von und nach Neapel sowie nach Pescara        | von und nach Neapel sowie nach Pescara        |
| |                                                  |                                               |                                               |
| Abzweig geradeaus und von links |                                                  | von Pisa, von Formia und von Cassino          | von Pisa, von Formia und von Cassino          |
| Kopfbahnhof Streckenende | 0,000                                            | Roma Termini                                  | Roma Termini                                  |

Die Schnellfahrstrecke Florenz–Rom (ital. Direttissima Firenze–Roma) verbindet Florenz, die Hauptstadt der italienischen Region Toskana, mit Rom, der Hauptstadt Italiens. Sie ist ein Bestandteil der europäischen Eisenbahnachse Berlin–Palermo und somit von großer Bedeutung für den internationalen Verkehr. Die Bauarbeiten zur Errichtung der rund 240 Kilometer langen Strecke begannen 1970. Der erste Teil der Strecke konnte 1978 eröffnet werden, die Gesamtstrecke wurde jedoch erst 1991 in Betrieb genommen. Der 10.954 m lange Tunnel bei San Donato wurde im Frühjahr 1984 fertiggestellt. Das 5.375 m lange Paglia-Viadukt ist die längste Eisenbahnbrücke Italiens und eine der längsten Bogenbrücken Europas.

## Geschichte
Die Bestandsstrecken zwischen Rom und Florenz wiesen einen Kurvenanteil von 68 Prozent auf und waren auf 45 Prozent der Gesamtlänge nur mit 90 bis 105 km/h befahrbar. Mit bis zu 220 Zügen pro Tag waren verschiedene Streckenabschnitte Mitte der 1970er Jahre an der Leistungsgrenze angelangt. Der erwogene Ausbau der bestehenden Infrastruktur um ein drittes und viertes Gleis wurde zu Gunsten einer schneller befahrbaren Neubaustrecke aufgegeben.
Die 254 km lange Verbindung verläuft auf 236 km Länge auf neuer Infrastruktur. Gegenüber der 314 km langen Bestandsstrecke verkürzte sich der Weg um 60 km. In Verbindung mit einer Anhebung der zulässigen Geschwindigkeit auf 220 km/h wurde Mitte der 1970er Jahre eine Fahrzeitverkürzung im Fernverkehr von bis zu 88 Minuten erwartet.
Die Bauarbeiten begannen 1970 und erstreckten sich Mitte 1974 auf eine Länge von rund 140 km.
Im Februar 1977 eröffnete ein Zug auf der 138 km langen Strecke von Roma Termini nach Città della Pieve den offiziellen Betrieb. Danach folgten die Abschnitte
- Città della Pieve–Arezzo im September 1985 (51 km),
- Valdarno–Florenz im Mai 1986 (20 km) und
- Arezzo–Valdarno im Mai 1992 (44 km)

## Linienführung und Technik
Die Strecke weist Bogenhalbmesser von wenigstens 3000 m auf. Die zulässige Längsneigung wurde auf 7,5 Promille im Tunnel, 8,0 Promille im Freien bzw. 8,5 Promille als Ausnahmewert im Freien begrenzt. Die Entwurfsgeschwindigkeit betrug 250 km/h bei einer maximalen Überhöhung von 125 mm und einem Überhöhungsfehlbetrag von 130 mm, was einer nicht ausgeglichenen maximalen Seitenbeschleunigung von 0,85 m/s² entspricht. Der Gleisabstand wurde auf 4,00 m festgelegt.
Die Weichen für Abzweigstellen wurden für 160 km/h (3000 m Radius) ausgelegt; auf Überholbahnhöfen wurden Weichen für 100 km/h (1200 m Radius) vorgesehen. Im Abstand von etwa 16 km sind doppelte Gleiswechsel zwischen den Streckengleisen vorgesehen.
Mehr als 30 Prozent der Strecke (etwa 75 km) verlaufen in 28 Tunneln. 13 Prozent der Strecke (30,6 km) verlaufen auf 325 Brücken.

### Zugbeeinflussungssystem
Als erste Neubaustrecke für den Hochgeschwindigkeitsverkehr in Europa erforderte sie auch neue Zugbeeinflussungssysteme. Ähnlich wie in anderen Ländern waren die bisherigen Systeme nicht mehr den Aufgaben gewachsen. Der in Italien verwendete Selbstblock mit codierten Gleisstromkreisen BACC und darauf aufbauender Führerstandssignalisierung RS4 Codici (Überwachung eines Abschnittes von 1.350 m, Höchstgeschwindigkeit 180 km/h, vier übertragbare Signalbegriffe) wurde durch eine kompatible Weiterentwicklung zur RS9 Codici (Überwachung von vier Blockabschnitten mit 5.400 m Gesamtlänge, Höchstgeschwindigkeit 250 km/h, neun übertragbare Signalbegriffe) erweitert. Letztlich führten die vielen inkompatiblen nationalen Sicherungseinrichtungen für den Hochgeschwindigkeitsverkehr zur Normierung im Rahmen der EU ab Beginn der 1990er Jahre.
Die RS9 Codici auf der Direttissima wurde in den letzten Jahren durch das punktförmige Zugbeeinflussungssystem SCMT ergänzt. Gleisfreimeldung, Streckenblock und kontinuierliche Führerstandssignalisierung beruhen nach wie vor auf BACC. Die Eurobalisen des SCMT ermöglichen zusätzlich zur RS 9 Codici präzise Ortsbestimmung und detaillierte Datentelegramme mit genauen Angaben zu Höchstgeschwindigkeit, Streckenprofil, Langsamfahrstellen und weiteren Informationen – die kombinierten Bordcomputer ermöglichen eine präzisere Überwachung der Bremskurven und der Höchstgeschwindigkeit. Bis Ende 2019 soll zusätzlich das einheitliche europäische System ETCS installiert werden. RS9 Codici, SCMT und ETCS werden dann parallel betrieben. Der ETCS-Parallelbetrieb dient zunächst der Interoperabilität und Kapazitätssteigerung, langfristig sollen BACC und RS9 Codici aber wegfallen, wodurch auch eine Umstellung der Stellwerkstechnik auf wartungsfreundlichere und mit dem 25 kV-System kompatible Lösungen ohne Gleisstromkreise möglich würde.

### Elektrifizierung
Die Bahnenergieversorgung erfolgt mit 3 kV Gleichspannung aus Unterwerken im Abstand von je etwa 16 km, welche aus 132 kV-Freileitungen gespeist werden. Die Speisung mit Gleichspannung erwies sich bei der Einführung des Hochgeschwindigkeitsverkehrs mit ETR500-Zügen als Problem, da entstehende Lichtbögen zwischen Oberleitung und Stromabnehmer nicht wie bei Wechselspannung beim Nulldurchgang gelöscht werden. Zudem bedingt die niedrige Spannung zur Leistungsübertragung hohe Stromstärken und damit große Querschnitte der Oberleitungsdrähte, was sich unvorteilhaft auf deren Schwingungsverhalten und die Dynamik der Stromabnehmer auswirkt. Der in den 1970er Jahren verfolgte Plan, die Oberleitungsspannung von 3 kV italienweit auf 6 kV zu erhöhen, wurde aufgegeben. Stattdessen konnten nach langwieriger Entwicklungsarbeit die Komponenten des 3-kV-Systems so optimiert werden, dass ein stabiler Betrieb bei 250 km/h möglich ist. Für spätere Hochgeschwindigkeitsstrecken in Italien entschied man sich auf Grund dieser Schwierigkeiten für die Stromversorgung mit 25 kV/50 Hz Wechselspannung.
Die Umstellung der Direttissima auf 25 kV wäre nach derzeitigem Stand der Technik mit erheblichem Aufwand und großen betrieblichen Nachteilen verbunden und besteht deshalb nur als langfristige Option. Die Gleisstromkreise des Block- und Zugbeeinflussungssystems RS 9 codici arbeiten mit einer Basisfrequenz von 50 Hz und würden durch die Oberleitung gestört. Die Umstellung auf 25 kV Wechselstrom wäre nur bei einem vollständigen Umbau aller Stellwerke und Blockabschnitte und der ausschließlichen Anwendung von ETCS möglich. Da aktuell nur die Fahrzeuge des Hochgeschwindigkeitsverkehres für die 25 kV-Stromversorgung und ETCS ausgestattet sind, würde die Direttissima ihre derzeit wichtige Funktion für den gemischten Regional-, Intercity- und Güterverkehr verlieren.

### Streckenführung
Die Direttissima verlässt die Altbaustrecke nach Rom hinter dem Bahnhof Firenze Rovezzano südwärts über den Arno und kürzt durch die knapp elf Kilometer lange Galleria San Donato durch ein Bergmassiv die Distanz nach Incisa in Val d’Arno geradlinig ab. Dem Arnotal wird dann an seiner Ostflanke, teils bereits etwas im Hinterland und in Tunnelbauten, weiter flussaufwärts bis kurz vor Arezzo gefolgt, wo die Bahnstrecke den Fluss neuerlich nordsüdlich kreuzt und die Stadt westlich umfährt. Sodann geht es südwärts im Val di Chiana über die Wasserscheide bei Chiusi (bzw. Chiusi Scalo), das der gestreckten Linienführung wegen im Geländerücken unterfahren wird, in dessen Südteil, das Val di Chiana in der Provinz Terni. Dabei wechselt die Schnellfahrstrecke bei Fabro noch vor Orvieto unter einem Höhenzug ins Tal der Paglia. Gebündelt mit der Altbaustrecke wird Orvieto passiert und südlich davon Baschi in den Hügeln westlich des Tibertals umfahren. Anschließend wird Letzteres am Talboden bis kurz vor Orte genutzt, dessen Umfahrung wiederum unterirdisch in die westlichen Talflanke gelegt wurde. Neuerlich nimmt das Tibertal die Direttissima bis etwas südlich des Bahnhofs Civita Castellana auf, um dann abermals die gestreckte und mit Kunstbauten gespickte Linienführung im westlich des Tibertals gelegenen Hügelland bis Settebagni, in der Marcigliana von Rom, zu verfolgen. Hier fädelt sie wieder in die Altbaustrecke ein, die weiter nach Roma Tiburtina und schließlich Roma Termini führt.
In Florenz wird derzeit der Kopfbahnhof  Firenze Santa Maria Novella angefahren. Am 15. Mai 2023 haben die Arbeiten für den Bau eines 7 km langen Tunnels unter der Innenstadt von Florenz begonnen, der Florenz von Nord (Firenze Castello) nach Ost (Campo di Marte) unterquert. Er soll die Schnellfahrstrecke Florenz–Rom mit der Schnellfahrstrecke Bologna–Florenz verbinden und durchlaufenden Zügen das Wenden im Bahnhof Firenze Santa Maria Novella sparen.